# 金美齡
金美齡（1934年2月7日—），臺灣政治人物，台灣獨立運動人士、政治評論家及親日派人士，曾任中華民國總統府國策顧問。出生於台灣日治時期的臺北州，現已居住並歸化於日本，開設JET日本語學校。姑丈為台灣畫家顏水龍。

## 生平
金美齡自述生于台灣日治時期的臺北，即臺北州。父母皆為台南人，父親起名美齡，係含有紀念米業有成的涵義（台灣話中米與美讀音相同）。母語為台灣話的金美齡，和大部分台灣人一樣，就讀公學校方才學習日語，然二三年級隨父親移居大阪兩年後，她已能自如駕馭日語，因此四年級搬回台灣時轉進多數為日本人，以及日語流暢台灣人就讀的小學校。
北一女中時期，金美齡曾寫作文表示外省人以及學制對本省人不公，被老師公布文章且公然斥責，也因而遭受同學排斥，種下她升學斷層的遠因。直到數十年後，當年同學才表示金美齡非常有勇氣，說出她們不敢說的事實。25歲前往日本早稻田大學就讀，於1963年於早稻田大學第一文學部英文科畢業；而金美齡在早稻田大學取得碩士、博士（學分修畢退學）之後，曾經於1975年到1976年間擔任英國劍橋大學客座研究員。金美齡於就讀早稻田大學期間，曾經於東京附近的聖心女子學院、東京女子大學、東京理科大學與早稻田大學擔任英語講師，後來擔任學校法人柴永國際學園（JET日本語學校）校長與理事長，推廣語言教育。她曾受訪表示，曾被中國大陸黑戶學生騙，入讀後在外非法打工，此後不再收中國大陸留學生。
金美齡在就讀早稻田大學期間，與就讀於東京大學博士班的台灣人周英明（1933—2006）結婚，並且兩人都加入台灣青年社，積極推動台灣獨立運動，也因此兩人都被中華民國政府註銷中華民國護照。两人子女为無國籍。金美齡此後長期無法歸國，直到台灣解嚴之後，于1992年取得中華民國護照才得以回到台灣。2006年11月9日19時05分，周英明因大腸癌病逝於東京澀谷區的一家醫院，享壽73歲。
2000年，代表民主進步黨的陳水扁當選中華民國總統後，金美齡被中華民國總統府聘為國策顧問。2005年2月28日，金美齡因不滿代表民進黨的中華民國總統陳水扁與代表第二大反對黨的親民黨黨主席宋楚瑜會面，辭去國策顧問職務；但在同年5月20日，又獲續聘。2006年9月，民進黨前主席施明德發動百萬人民倒扁運動，要求總統陳水扁為貪污醜聞辭職負責，金美齡為此發表言論表示即使阿扁罪大惡極，只要阿扁扛起台獨的旗幟，無條件支持陳水扁，且認為施明德沒有能力達成目標。

### 在日本的活動
金美齡是台灣獨立建國聯盟日本本部的重要成員之一，曾於2006年參拜靖國神社，由於她的親日立埸，使她深得日本右翼的支持。
金美齡為日本著名的政治評論家，經常在各式各樣的評論節目中出面，並在右派報刊及雜誌發表宣傳台灣獨立思想與親日言論。在日本的政論節目中，談到殖民地與第二次世界大戰，韓國裔歷史學者或政治評論家對日本軍國主義的批判嚴厲深刻，而金美齡經常被邀請作為對照組；她會在韓裔來賓批判完後，以一個被殖民者的身分發表日本殖民統治對台灣帶來的好處。曾多次表示，「日本和台灣是命運共同體」，「今日香港，明日臺灣，後天沖繩」。

### 台灣論事件
2001年3月，日本漫畫家小林善紀的《台灣論》在台灣出版，由於書中對於臺灣日治時期的歷史做了偏向日本右翼立場的論述，尤其對戰爭時期慰安婦看法的爭議，導致台灣藍營人士的強烈反彈。此後小林善紀短時間內被中華民國政府列為不受歡迎人物而禁止入境；在此期間，金美齡回到台灣為小林善紀辯護，認為慰安婦事件是被親中人士刻意炒作，並指責政府將小林善紀列為不受歡迎人物是一項錯誤的決定，金美齡要求民進黨執政的中華民國政府道歉，甚至直接點名要內政部長與外交部長辭職。面對慰安婦爭取權利的活動，表示不會替臺灣人民在第二次世界大戰時期的慰安婦來向日本政府爭取賠償和道歉。這段返台期間也引發了支持與反對兩方人士的爭議。

### 2008年總統大選後
2008年中華民國總統選舉，民進黨候選人謝長廷敗選後，向來支持民進黨的總統府資政金美齡，在離台前接受媒體訪問說大選過後，不排除放棄中華民國護照，入籍日本。
2009年9月，金美齡正式歸化入籍日本。日本《SAPIO》雜誌2010年1月27日號刊登金美齡文章，她视日本为另一个祖国。2008年，民进党在立法院、总统选举上失败，导致金美齡“對台灣人失望透了，而且決定再也不要當台灣人了。因為只要我繼續是台灣人，肯定沒多久，一定會被變成中華人民共和國的國民。同時，在日本的台獨運動，能做的我都已經盡了全力，是退潮的時候了。”2011年5月金美龄作客新聞挖挖哇时谈到入籍日本原因时重复，因2008年中國國民黨贏得總統大選，認為台灣已中國化，而改入籍日本。

### 與台北市長柯文哲關係
2014年中華民國直轄市長及縣市長選舉期间，台北市長候選人柯文哲曾到日本拜訪金美齡及日本台灣僑社。金美齡在大阪與東京兩地，為柯文哲籌策募款活動。藉由她良好的政界關係，請來諸多重要日本政治人物站台。
金美齡認為柯文哲與安倍晉三首相相同，皆說話太快、咬字不清，兩人卻都是為了公義（公益）。在記者詢問下表示，她不管柯文哲競選總幹事姚立明2008年對她的批評，也不記得姚立明是誰，並不會在乎小人物的動作。
2019年，對於5年前的發言，金美齡解釋說，她並不認識柯文哲，當年因為有台灣友人說，「只有柯文哲才能贏過國民黨候選人連勝文，民進黨也支持」，而她返台時，友人也帶柯文哲到飯店拜訪她，但柯文哲沒有跟她說什麼話，一直在吃飯店的三明治，她覺得這個人很有趣。於是在柯文哲訪日時，她幫忙安排行程，還自費100萬日圓幫柯文哲開了一場空前絕後盛大的Party造勢，拉高支持度；後來柯文哲政治立場轉向，去中國講兩岸一家親，她罵柯文哲，柯文哲有來道歉。她表示已“把柯臭罵一頓，至此以後不再理會柯文哲”。

### 2017榮獲日本旭日小綬章
JET日本語學校的个人简介中，称名譽理事長金美齢「因推廣日語及日本文化功績顯著，於2017年獲日本政府頒發『旭日小綬章』勳章。」

## 著作
金美齡的主要著作皆是以日文寫作，而後翻譯為中文：
金美齡
- 《魔鬼老媽金美齡》。周淑菁譯。臺北：方智，2002年。ISBN 9576798345
- 《自己的人生自己決定》。長安靜美譯。臺北：方智，2001年。ISBN 9576797942

金美齡、周英明
- 《日本啊！台灣啊！》。 張良澤譯。臺北：前衛，2001年。ISBN 9578013132